# Прата, Пьетро Пилео да
Пьетро Пилео да Прата (итал. Pietro Pileo di Prata; ок. 1329, Конкордия-Саджиттария, Аквилейский патриархат — декабрь 1401, Рим, Папская область) — итальянский куриальный кардинал. Епископ Тревизо с 1 июня 1358 года по 12 июня 1359 года. Епископ Падуи с 12 июня 1359 года по 23 января 1370 года. Архиепископ Равенны с 23 января 1370 года по 7 октября 1387 года. Декан Священной Коллегии Кардиналов с 1397 года по декабрь 1401 года. Кардинал-священник с титулом церкви Санта-Прасседе с 18 сентября 1378 года по 10 ноября 1385 года. Кардинал-протопресвитер с мая 1381 года по 10 ноября 1385 года. Кардинал-епископ Фраскати с 10 ноября 1385 года по 7 октября 1387 года и с 13 февраля 1391 года по 1400 год.

## Ранние годы
Пьетро Пилео да Прата родился около 1330 года в Конкордия-Саджиттария, Фриули (или, возможно, в Падуе). Происходил из графов Праты, сын Бьякино ди Прата, графа Порчи и Бруньера, и синьора Рагоньи и Энзельгарды да Каррара. Его называли кардиналом Равеннским.
Пьетро Пилео да Прата был архипресвитером соборного капитула Падуи.

## Епископ
1 июня 1358 года Пьетро Пилео да Прата был избран епископом Тревизо, но так и не овладел епархией. 12 июня 1359 года переведён в епархию Падуи. Где, когда и кем был рукоположен в епископы, информация не найдена.
23 января 1370 года Пьетро Пилео да Прата был продвинут на пост архиепископа-митрополита Равенны, продвижение было компенсацией за то, что его не повысили до патриарха Аквилеи, которое было отвергнуто Папой Урбаном V, несмотря на случаи флорентийцев. 
3 января 1371 года он был в Болонье с Папой Римским, который назвал его папским легатом. Нунций в Брюгге в 1375 году. 4 января 1378 года Папа Григорий XI предложил перевести его в епархию Турне с привилегией паллия и обещанием патриаршества, когда оно станет вакантным; кажется, он отклонил это предложение.

## Кардинал
Возведён в кардинала-священника с титулом церкви Санта-Прасседе на консистории от 18 сентября 1378 года, сохранив управление своей епархией.
Пьетро Пилео да Прата был назначен папским легатом в Германии при графе Людовике Фландрском. 29 сентября 1378 года он получил полномочия от Папы, чтобы также поехать в Данию, Швецию и Норвегию. Он писал королю Франции Карлу V в 1378 году. В 1380 году он был в Майнце с римским королём и королём Богемии Вацлавом. 
Кардинал-протопресвитер с мая 1381 года. Папский легат в Англии. 
Перед 10 ноября 1385 года кардинал Пьетро Пилео да Прата был избран для сана кардиналов-епископов и субурбикарной епархии Фраскати, после его возвращения в Рим из его легатства. Он отправился в Неаполь, чтобы примирить короля Карла III и Папу Урбана VI, его узника. 
В конце 1385 года он вместе с четырьмя кардиналами подписал письмо, адресованное римскому духовенству, о насильственных действиях Урбана VI. Папа заключил его в тюрьму, но он сбежал, сжёг свою красную шляпу на площади Павии в 1386 году и объединился с антипапой Климентом VII, который принял его и отправил ему еще одну шляпу в Павию в конце года с нунцием Пьером Жираром, будущим кардиналом.  
29 января 1387 года назначен антипапой администратором епархии Вивье, занимал этот пост до сентября 1390 года. Прибыл в Авиньон 13 июня 1387 года и вскоре получил титулярную церковь Санта-Приска. 7 октября 1387 года Папа Урбан VI отлучил и лишил его кардинальского сана и архиепископства Равенны. 23 декабря 1388 года Папа также аннулировал его должность администратора Вивье. 9 февраля 1388 года отправлен антипапой Климентом VII в качестве легата во главе армии в Северную Италию.  
После смерти Папы Урбана VI он вернулся к повиновению римского папы, Папы Бонифация IX, который переназначил его в кардиналом в 1389 году, послал ему ещё одну красную шляпу и позднее, на тайной и публичной консисториях от 13 февраля 1391 года, сделал его епископом Фраскати.  
Кардинал Пьетро Пилео да Прата также известен как Трикапелла (лат. de tribus capellis se pileis) для трёх красных шляп, которые он получил. В 1392 году ему было поручено реорганизация Университета Перуджи. Папский легат в Умбрии в 1393 году.
Кардинал Пьетро Пилео ди Прата основал Колледжо Пратензе в Падуе в 1394 году. Он оставил всё своё имущество учреждению для формирования и поддержки 20 студентов канонического права. Вернулся в Рим 9 января 1397 года. Декан Священной Коллегии Кардиналов с 1397 года по декабрь 1401 года. Он был назван генеральным викарием Папы, проповедовал в Рождество 1398 года в присутствии семи кардиналов. 
Скончался кардинал Пьетро Пилео да Прата в 1400 году, согласно другим источникам — в декабре 1401 года, в Риме. Похоронен в кафедральном соборе Падуи. 